# Sens commun
Pour les articles homonymes, voir Sens commun (homonymie).
Le sens commun est une notion étudiée dans les sciences sociales. Le concept se rapporte à une forme de connaissance regroupant les savoirs largement diffusés dans une culture donnée : normes, valeurs et associations symboliques. Le sens commun fait référence à des opinions, des croyances, et des perceptions largement partagées au sein d'une organisation sociale donnée. C'est ce que l'on nomme parfois familièrement le « gros bon sens ».
La notion a évolué dans le temps. À l'Antiquité, la notion de sens commun désignait les classifications communes qui permettent de passer des perceptions à l'identification des choses et des gens. Au XVIIe siècle, Descartes l'assimile au « bon sens », et au siècle suivant, Voltaire le définit comme la notion première des choses, que la philosophie n'a pas travaillé. Aujourd'hui, les sciences sociales poursuivent la définition de cette notion en tant qu'objet d'étude, montrant comment les principes du sens commun varient selon le milieu.
Le sens commun est une notion qui permet aussi d'expliquer la distinction entre une démarche scientifique pour arriver à une explication d'un phénomène social donné et le « gros bon sens », le « sens commun », qui ne repose pas sur une telle démarche intellectuelle et qui ne recherche pas la scientificité, ne cherchant pas d'explication ou de causalité à la reproduction de phénomène sociaux.

## Le concept de «sens commun»
Le sens commun est constitué de savoirs organisant la vie sociale mais qui ne sont pas forcément universels. Il n'existe pas une seule définition du sens commun, qui serait stabilisée dans le temps. Le sens commun est une contrainte adoptée par certains philosophes, qui refusent la liberté allant de pair avec les pensées spécialisées. En effet, pour qu'une pensée se spécialise et s'affirme, il faut parfois exclure ce qui est incompatible avec les présupposés propre à cette pensée, mettant ainsi le sens commun de côté. Dans la perspective du sens commun en philosophie, le savoir n'est pas un progrès constant, ni une histoire arbitraire. Il s'agit d'une aventure participative. C'est en tout cas ce que montre l'étude des travaux d'Alfred North Whitehead.
Le sens commun est sous-jacent aux règles de validation qu'exige la science, que seule la critique philosophique peut faire connaître. D'un point de vue pragmatique, le sens commun est un raisonnement historique, permettant de donner du sens et de répondre facilement aux problèmes et aux informations que les individus rencontrent dans la vie courante. Il est souvent perçu comme « naturel », « inné » ; il semble aller de soi : « Je ne vois pas comment je pourrais penser et agir autrement ».

### Le «sensus communis» selon Aristote à l'Antiquité
La notion de « sens commun » descend de son ancêtre latin « Sensus communis », présent dans l'Antiquité mais avec une signification différente de celle que nous lui connaissons aujourd'hui.
Aristote a d'abord formulé dans le traité de sensu et sensibilibus une réflexion sur la perception (aisthesis), dans le sens de sensibilités communes (koinè aisthesis). Dans la métaphysique de la psychologie, le sens commun est une faculté que l'on est obligé de postuler pour rendre compte de la synthèse par notre conscience des sensations issues de nos différents sens. Autrement dit, le sens commun est le sens qui permet la synthèse des données attribuables aux différents organes sensoriels. Ce « sens commun » se rapporte autant à l'unité du sujet sensitif qu'à celle de l'objet senti ; il perçoit en outre les « sensibles communs » et nous donne conscience de la sensation (synesthésie) : ce n'est pas par la vue que l'on voit qu'on voit.
Cette ligne de pensée sera au centre des débats philosophiques relatifs à la théorie de la connaissance jusqu'à la fin du XVIIIe siècle. Une seconde ligne de pensée philosophique fait du sens commun (sensus communis) une analogie ou une synonymie avec la notion de rationalité commune et d'opinion.

### Moyen Âge
Au Moyen Âge, la redécouverte des textes aristotéliciens et leur ré-interprétation dans le contexte de controverses scolastiques placera le concept de koinè aisthesis au centre de la théorie des facultés. Thomas d'Aquin considère que le sens commun est l'un des quatre sens internes avec l'imagination, l'estimative, et la mémoire. La question du support physiologique de la faculté psychologique du sens commun se rattachera tantôt au « cœur » tantôt au « cerveau ».

### Disqualification du concept: supériorité de la pensée individuelle

#### Cartésianisme
Descartes, critiquant la tradition aristotélicienne et scolastique, contribuera à disqualifier ce concept (koinè aisthesis) en logeant le sens commun dans la glande pinéale. Au lieu du sens commun, il préférera employer l'expression « bon sens », dès l'ouverture du Discours de la méthode, avec la phrase célèbre : « Le bon sens est la chose du monde la mieux partagée ».

#### Philosophie des Lumières
Plus tard, le sens commun référera aux humanités, à la sensibilité en tant qu'intelligence sociale, et à la raison. L'individu qui n'est pas doué du sensus communis est fou. Cette définition du sensus communis a beaucoup influencé la philosophie et notamment les philosophes des lumières. Il prendra le parti de l'âme et de l'esprit contre celui du corps et des sens trompeurs. Le dualisme cartésien tendra à connoter d'une valeur péjorative le sens commun, comme source de l'opinion, ennemie des idées claires et distinctes.
Voltaire, dans son dictionnaire philosophique, tend à confondre le sens commun et le bon sens, ce dernier étant défini comme « raison grossière, raison commencée, première notion des choses ordinaires, état mitoyen entre la stupidité et l’esprit ».

### LeXVIIIesiècle
Il faudra attendre le XVIIIe siècle pour que Kant admette en termes explicites et positifs une « idée du sens commun » comme norme idéale dans les jugements de goût. Dans ses Prolégomènes à toute métaphysique future, il admet dans la préface que le sens commun est bien utile à la vie, mais qu'il ne peut être utilisé dans le cadre de spéculations philosophiques. Ainsi, le sens commun peut être mobilisé « s’il s’agit de jugements qui trouvent leur application immédiate dans l’expérience ».
En France apparaît aussi (au XVIIIe siècle) une philosophie du sens commun d'inspiration religieuse et anti-cartésienne avec Claude Buffier, Fénelon. Destutt de Tracy forge en 1798 le concept d'idéologie pour désigner l'étude scientifique des idées à la suite du sensualisme de Condillac, qui établit le rôle déterminant du langage dans la formation des idées complexes. Pour Destutt de Tracy la diversité de nos dispositions individuelles n'empêche pas que la vérité soit la même pour tous et qu'il y ait une raison générale et un sens commun et universel. Nous sommes toujours d'accord quand nous ne mettons dans une idée que « ce qui est ».
Dans la philosophie des Lumières le sens commun devient une sorte de bon sens, de bonne morale et de logique universelle. « une connaissance minime, inscrite dans les choses mêmes, et que toute société détient de façon quasi génétique. »

### Le «système culturel» de Clifford Geertz
L'anthropologue Clifford Geertz définit le sens commun comme un « système culturel » et déclare qu'« il peut varier radicalement d’un peuple à l’autre ». Il brise ainsi l'universalité que certains attachaient à ce concept. Geertz a travaillé sur le concept de culture et a étudié le sens commun dans diverses sociétés en rejetant la position de l'ethnocentrisme.

### Le «monde ordinaire» d'Alfred Schütz
Pour Alfred Schütz, le sens commun est comparable à un « mode d'emploi » car il permet de savoir comment se comporter au sein d'une culture donnée.
Dans les différents articles réunis dans Essais du monde ordinaire Alfred Schütz soulève le problème de la rationalité dans le monde social avec les équivoques et les connotations dissimulées dans les études sociologiques qui ne distinguent pas suffisamment la rationalité de l'observateur scientifique de celle de l'acteur humain au sein de son monde social.
La métaphore de la ville aide à clarifier la différence entre la vue du monde social dans lequel nous vivons naïvement et le monde social qui est l'objet de l'observation scientifique. Bien qu'elle soit toujours la même, la ville apparaît diversement à des personnes différentes selon leurs positions individuelles. La personne qui a été élevée dans une ville trouvera son chemin dans les rues en suivant les habitudes acquises lors de ses occupations quotidiennes. N'ayant pas une conception cohérente de l'organisation de la ville, elle peut cependant utiliser le métro ou le bus pour se rendre à son bureau tout en méconnaissant une partie de sa ville. Pour un étranger à la ville, rien ne va de soi ; il faut qu'il demande à un expert, un natif, de lui enseigner comment se rendre d'un point à un autre de la ville. Il lui est nécessaire de connaître la signification des légendes et le point où il se trouve sur sa carte géographique de façon à mettre en rapport les signes de la carte et les objets réels de la ville. Le cartographe, quant à lui, a utilisé plusieurs techniques (photos aériennes, théodolite, ...) selon de nombreux critères qu'il doit connaître pour établir correctement le plan de la ville sur la carte géographique de façon qu'elle soit le plus facilement utilisable. « Nous pouvons dire que le même objet est considéré selon différents niveaux ».
Alfred Schütz distingue ainsi la notion de « Verstehen » (le « comprendre ») qui se réfère à la connaissance du « sens commun » par rapport à la notion de « Erklären » (l'« expliquer ») spécifique aux sciences sociales. Cette idée selon laquelle les sciences sociales se chargent d'expliquer, postulée par Schütz, n'est pas partagée par tous les observateurs du monde social ; Max Weber, dans Économie et société, définit la sociologie comme « une science qui se propose de comprendre par interprétation l’activité sociale et par là d’expliquer causalement son déroulement et ses effets », et fait donc de la sociologie une science, non pas seulement explicative, mais également compréhensive (par opposition aux sciences de la nature, qui seraient selon lui explicatives).
Schütz propose d'étudier les procédures d'interprétation mises en œuvre dans la vie de tous les jours qui donnent un sens à nos actions et à celles des autres. Il note en particulier que « le langage de tous les jours recèle un trésor de types et de caractéristiques préconstituées, d'essence sociale, qui abritent des contenus inexplorés ».
Dans sa vie quotidienne l'acteur détermine sa conduite future après avoir pris en considération plusieurs voies possibles. Le terme « action » désigne la conduite humaine, en tant que processus, imaginée par avance par l'acteur, qui signifie qu'elle est fondée sur un projet préconçu. Le terme « acte » désigne le résultat de ce processus, c'est-à-dire l'action accomplie. L'action peut être interne, comme tentative pour résoudre un problème (scientifique), ou externe pour s'adapter au monde extérieur. Le projet est un but qui fait intervenir l'intention de le réaliser (intentionnel). L'imagination peut être projetée et donc constituer une action. Mais elle demeure un pur fantasme tant que l'acte volontaire ne survient pas, et transforme le projet en un but. Schütz fait référence à ce que William James nomme « fiat ». Une action interne est plus qu'une « simple activité imaginaire » qui s'accompagnerait d'une mise en œuvre; elle devrait être nommée une « réalisation ». Dans le cas d'une action externe qui s'adapte au monde extérieur, et le change, une telle distinction n'est pas nécessaire. Une action externe est toujours projetée et intentionnelle.
« Si je projette une action, et que j'abandonne ce projet, par exemple parce que je l'ai oublié, aucune réalisation n'a eu lieu. Mais si j'hésite entre exécuter et ne pas exécuter un projet, et que je finis par me prononcer en faveur de cette dernière solution, alors mon abstention intentionnelle d'agir est une réalisation. Je peux même interpréter ma délibération entre exécuter, ou ne pas exécuter, une action projetée, comme un choix entre deux projets, deux états de choses anticipés, l'un à exécuter par l'action, l'autre en s'abstenant. La délibération du chirurgien entre opérer ou ne pas opérer un patient, ou de l'homme d'affaires entre vendre ou pas dans des circonstances données, sont des exemples de ce type. »
Toute projection consiste en une anticipation de la conduite future sur le mode imaginaire. Dans l'imagination projective il faut découvrir ce qui est anticipé: est-ce le futur processus d'action, tel qu'il se déroule de phase en phase, ou le résultat de cette action future ? Il apparaît clairement que le dernier acte accompli est le point de départ de toute projection. Il faut visualiser l'état des choses à exécuter avant de faire le brouillon des étapes de l'action future qui produira cet état des choses. Autrement dit, il faut avoir quelque idée de la structure à ériger, avant de pouvoir esquisser les plans directeurs. Pour l'action future, il faut se placer imaginairement en un moment futur, où cette action aura déjà été accomplie, où l'acte résultant aura déjà été matérialisé. C'est seulement ensuite que l'on peut reconstruire les étapes singulières qui produiront cet acte futur. Dans la terminologie de Alfred Schûtz, ce qui est ainsi anticipé dans le projet n'est pas l'action future mais l'acte futur, et il est anticipé au futur antérieur, « modo futuri exacti ».
Cette perspective temporelle spécifique au « projet » a des conséquences assez importantes.
Premièrement, elle fonde la projection au futur antérieur de l'acte à venir, à partir de la connaissance d'actes préalablement accomplis. Ces actes sont typiques et sont similaires à l'acte qui est prescrit, et ils incluent la situation de chaque personne biographiquement déterminée, selon le terme de « typification » que Schûtz préfère à celui de « idéal-type » de Weber. Ces typifications sont liées au « monde vécu » (au « Lebenswelt »).
Deuxièmement, la perspective temporelle propre au projet explique la relation entre celui-ci et les différentes formes de motifs : Motif en-vue-de et motif parce-que.
Pour Schütz, la réalité sociale, c'est « la somme totale des objets et des événements du monde culturel et social, vécu par la pensée de sens commun d'hommes vivant ensemble de nombreuses relations d'interaction. C'est le monde des objets culturels et des institutions sociales dans lesquelles nous sommes tous nés, où nous nous reconnaissons ... ».

## Sens commun et théologie
Au XIXe siècle, Félicité Lamennais reprend le concept et en fait un point central de l'école de pensée mennaisienne en lien avec les travaux de Philippe Gerbet et Antoine de Salinis, mise en application de façon éphémère par la congrégation de Saint-Pierre. Avec lui, René Rohrbacher en sera l'un des théoricien, notamment lors de son passage en tant qu'enseignant au noviciat de Malestroit où il rédige des ouvrages théologiques sur le sens commun. La philosophie du sens commun cherche à répondre au rationalisme cartésien, qui promeut la supériorité de la pensée individuelle. Certains philosophes ont voulu rappeler que la foi, et les croyances, précèdent la raison individuelle par l'existence d'un sens commun, étant une pensée dont le fondement serait ancestral.

## Dans la philosophie anglosaxonne
La philosophie pragmatique américaine a une appréciation plus positive du sens commun que la philosophie continentale française. Dans son Essai sur l'entendement humain, John Locke posait les bases d'un empirisme fondé sur le sens commun de l'être humain. George Edward Moore défendit le sens commun dans son essai Defence of Common Sense. Thomas Reid, un contemporain de Hume, fonda l'école écossaise du sens commun à l'époque des lumières écossaises.

## Sens commun et sociologie

### Distinctions entre savoir scientifique et sens commun
Émile Durkheim associe le sens commun à un ensemble de « pré-notions », tandis que Pierre Bourdieu l'assimile à des « évidences immédiates et souvent illusoires ». Les deux sociologues lui opposent la rigueur de la méthode scientifique sociologique qui ne peut s'établir qu'après une rupture radicale avec le « sens commun », après une coupure épistémologique. Dans les deux cas, la posture est déduite analogiquement des principes classiques d'abord appliqués aux sciences de la nature : le doute cartésien et le rejet des idoles (Bacon), qui sont généralement reconnus comme les premières conditions de la constitution d'un savoir scientifique qui peut être contre-intuitif.
Tel que présenté depuis Les règles de la méthode sociologique, la notion de sens commun sert à distinguer les connaissances sociologiques des connaissances que les gens ont de la vie sociale et de ses composantes. Il n'y a pas dans cette définition de primauté d'une forme de connaissance sur une autre. Il peut faire référence au « gros bon sens ».
Elle se rapporte à une forme de connaissance non-scientifique regroupant les savoirs socialement transmis et largement diffusés dans une culture donnée : normes, valeurs, et symboliques. Le sens commun gère les interactions entre individus au sein d'une population, par un ensemble de règles qui sont tacitement admises et qui régulent les relations pour en permettre la continuité. Le sens commun désigne donc une forme de connaissance s'acquérant généralement par la socialisation, par opposition aux savoirs formalisés, écrits, codifiés, dont font partie les sciences.
Constituant une certaine interprétation de la réalité, le sens commun peut conduire à des incompréhensions lorsqu'il est l'objet d'un discours partagé.
En rhétorique, l'invocation du sens commun sert à éviter les contraintes de l'argumentation. Il constitue la base de l'enthymème.

## Didactique des sciences
Pour enseigner, il est possible de poser la question du sens commun qui préexiste aux apprentissages. En effet, un savoir d’expérience ou un savoir appris peut parfois s'éloigner du sens commun, qui devient alors un frein à l'apprentissage. Les sciences de l'éducation intègrent alors le sens commun comme un savoir préalable.